# Ржевуский, Станислав Фердинанд
Станислав Фердинанд Ржевуский (1737, Подхорце — 16 июня 1786, Погребище) — государственный и военный деятель Великого княжества Литовского и Речи Посполитой. Подстолий великий литовский (1759—1760) и хорунжий великий литовский (1762—1782), ротмистр панцирный (1755), генерал-майор коронной армии (1757), староста холмский. Фельдмаршал австрийской армии.

## Биография
Представитель знатного польского магнатского рода Ржевуских герба «Кшивда». Старший сын гетмана великого коронного и каштеляна краковского Вацлава Петра Ржевуского (1705—1779) и Анны Любомирской (1714—1763). Младшие братья — генерал-лейтенант литовской армии Юзеф (1739—1816) и гетман польный коронный Северин (1743—1811).
Избирался послом на сеймы. В 1755 году Станислав Фердинанд Ржевуский стал ротмистром панцирной хоругви, в 1757 году получил чин генерал-майора коронной армии. 24 сентября 1759 года Станислав Ржевуский получил должность подстолия великого литовского, а 30 мая 1760 года стал хорунжим великим литовским.
В 1764 году был избран послом от Вилькомирского повета на конвокационный сейм. 7 мая 1764 года подписал манифест, в котором признавал незаконным нахождение русских войск в Варшаве.
В 1760 году стал кавалером Ордена Белого Орла.

## Семья
13 июня 1758 года женился на княжне Катарине Каролине Радзивилл (1740—1789), дочери гетмана великого литовского и воеводы виленского, князя Михаила Казимира Радзивилла «Рыбоньки» (1702—1762), и Урсулы Франциски Вишневецкой (1705—1753). Дети:
- Северин Ржевуский
- Адам Вавринец Ржевуский (1760—1825), каштелян витебский, маршалок дворянства могилевской губернии
- Теофила Ржевуская (1762—1831), 1-й муж с 1786 года князь Франтишек Ксаверий Любомирский (1747—1819), 2-й муж с 1801 года Август Иероним Брёле-Плятер (1750—1803)
- Франциска Ржевуская, жена Хризостома Рдултовского
- Каролина Ржевуская, жена Михаила Обуховича